# Caprino a coagulazione lattica
Il caprino a coagulazione lattica è un formaggio tradizionale, come tale riconosciuto dal ministero su proposta della regione Lombardia. Si tratta di un formaggio ottenuto da latte di capra e si presenta con una consistenza molle, senza crosta. Il prodotto viene consumato fresco o dopo una breve stagionatura. Il sapore è dolce, un po' acidulo. Può essere guarnito da aromi (pepe, erbe aromatiche, peperoncino).
La coagulazione è prevalentemente acida (con piccola frazione di caglio) ovvero ottenuta per l'azione fermentativa dei batteri lattici.

## Preparazione[2]
Viene preparato in forme cilindriche dal peso di 100-200 gr, di circa 5 cm di lunghezza e 2 di larghezza
La preparazione avviene con  latte intero di capra, a cui si aggiungono fermenti lattici e caglio. La coagulazione è lenta effettuata alla temperatura di 20 °C per la durata di 24 ore: la maturazione è in tempi rapidi (2 giorni) mentre la stagionatura dura una settimana, dopo il quale il caprino viene immesso al commercio.
Per garantire la tradizionalità della ricetta di lavorazione, la regione Lombardia  è riuscita ad ottenere diverse deroghe alle normative igieniche nazionali:
- Possibilità di utilizzare attrezzature in legno, rame e tela -
- Possibilità di utilizzare locali di stagionatura con pareti, pavimenti e soffitti in materiale non liscio, lavabile e disinfettabile -
- Possibilità di effettuare il confezionamento con materiale che non fornisce una completa protezione igienica del prodotto e in alcuni casi è costituito da materiale vegetale.
- Possibilità di produrre il formaggio senza sottoporre il latte ad un trattamento termico durante la lavorazione.

La regione ha specificato che l'uso dei materiali indicati e del latte crudo sono indispensabili per la caratterizzazione organolettica del prodotto.
La sicurezza del prodotto è, a giudizio della regione, garantita dai controlli sulla qualità igienica della materia prima, dalla stagionatura per alcune tipologie di prodotto e dall'utilizzo di innesti di flora competitiva.

## Regione Piemonte
Anche la regione Piemonte ha ottenuto il riconoscimento di un analogo formaggio piemontese.